# Linia kolejowa nr 722A
Linia kolejowa nr 722A – drugorzędna, jednotorowa, niezelektryfikowana linia kolejowa, łącząca stację Gdańsk Zaspa Towarowa z bocznicą szlakową Gdańsk Wiślany. Biegnie z Zaspy Towarowej na Gdańsk Wiślany – odchodzi przy dawnym przystanku Gdańsk Kolonia razem z torami do Elektrociepłowni Gdańskiej (EC2). Przechodzi pod wiaduktem przy ul. Marynarki Polskiej, po czym odbija łukiem w lewo w kierunku północnym, aby dotrzeć do Gdańska Wiślanego. Linia w całości została ujęta w kompleksową sieć transportową TEN-T.

## Historia
Linia ta zastąpiła będącą niemal jej lustrzanym odbiciem  linię kolejową nr 722, której szlak rozpoczynał się na północnej części stacji Gdańsk Zaspa Towarowa i biegł na wschód wzdłuż ul. Wyzwolenia, następnie przecinał ul. Marynarki Polskiej i skręcał na południe. Następnie przecinał ul. Handlową i kończył się na stacji Gdańsk Wiślany. Linia została rozebrana w październiku 2006 roku na wniosek okolicznych mieszkańców – linia biegła przez środek osiedla, w znacznej części wzdłuż ul. Wyzwolenia.